# Denner Cordeiro
Denner Cordeiro (* 16. Juli 1998) ist ein brasilianischer Hürdenläufer, der sich auf die 110-Meter-Distanz spezialisiert hat.

## Sportliche Laufbahn
Erste Erfahrungen bei internationalen Meisterschaften sammelte Denner Cordeiro im Jahr 2023, als er bei den Südamerikameisterschaften in São Paulo in 13,84 s den vierten Platz über 110 m Hürden belegte. Im Jahr darauf gelangte er bei den Hallensüdamerikameisterschaften in Cochabamba mit 7,93 s ebenfalls auf den vierten Platz über 60 m Hürden.
2023 wurde Cordeiro brasilianischer Meister im 110-Meter-Hürdenlauf.

## Persönliche Bestzeiten
- 110 m Hürden: 13,49 s (+0,1 m/s), 7. Juli 2023 in Cuiabá
  - 60 m Hürden (Halle): 7,93 s, 28. Januar 2024 in Cochabamba